# 科学史 (1509年)
科学史上的1509年发生了众多事件，本条目撷取其中部分罗列如下：

## 航海

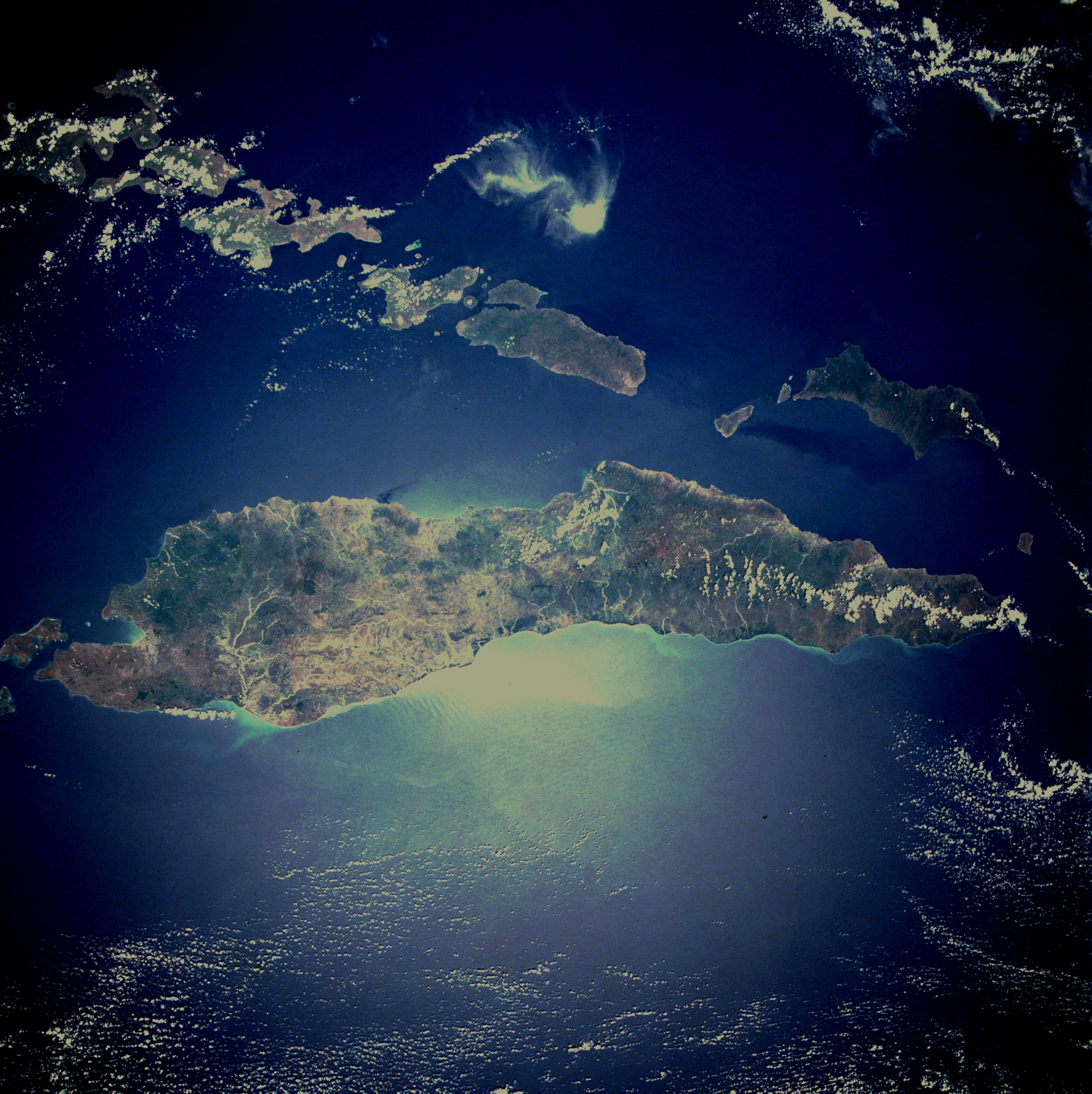
太空中鸟瞰帝汶岛

- 9月11日，迪奥戈·洛佩斯·德·塞盖拉（Diogo Lopes de Sequeira）驶过了孟加拉湾到达马六甲海峡。葡萄牙军舰同年也首次抵达帝汶岛。

## 建筑学
- 西藏（明辖）琼果杰寺在二世达赖喇嘛根敦嘉措主持下开始于海拔约4350米的拉姆拉错之畔修建。[1]

## 数学
- 6月11日，卢卡·帕西奥利的著作《神奇的比例》在威尼斯出版。书中提到了黄金分割率，列奥纳多·达·芬奇为本书绘制了插图。

## 诞生
- 波纳蒂特·特勒肖，意大利自然科学家及哲学家（1588年卒）
- （可能日期）纪尧姆·勒·泰斯蒂（Guillaume Le Testu），法国航海家、制图师及私掠者（1573年遇害）

## 逝世
- 胡安·德·拉·科萨，西班牙航海家及制图师（1460年生）